# Tasha Danvers
Tasha Danvers (Reino Unido, 19 de septiembre de 1977) es una atleta británica, especializada en la prueba de 400 m vallas en la que llegó a ser medallista de bronce olímpica en 2008.

## Carrera deportiva
En los JJ. OO. de Pekín 2008 ganó la medalla de bronce en los 400 metros vallas, con un tiempo de 53.84 segundos, llegando a meta tras la jamaicana Melaine Walker que con 52.64 segundos batió el récord olímpico, y la estadounidense Sheena Tosta (plata con 52.70 segundos).